# 糖質コルチコイド
糖質コルチコイド（とうしつコルチコイド）または、グルココルチコイド (glucocorticoid) は、副腎皮質の束状層で産生される、副腎皮質ホルモンの一つである。稀に、グルココルチコステロイド (glucocorticosteroids) とも呼ばれる。

## 種類
- コルチゾール
- コルチコステロン
- コルチゾン

## 生理学

ステロイドの生成過程のうち、右側の緑色の楕円内に糖質コルチコイドを示している。厳密に限定されたグループではなく、糖質コルチコイドの効果が強いものと弱いものが混在している。最も作用の強いものは、コルチゾールである。

糖質コルチコイドの作用は、大きく分けて免疫系と代謝系の2つに分類される。また、糖質コルチコイドは、胎児の発育や体液の恒常性にも重要な役割を果たしている。
中枢神経に対しては成長ホルモン分泌抑制を、肝臓に対してはインスリン様成長因子発現抑制をもたらし、全身での細胞増殖・成長を抑制する。ACTHにより制御され、血中濃度には日内変動がみられる。

### 免疫系
詳しくは後述するが、糖質コルチコイドは糖質コルチコイド受容体との相互作用によって機能する。
- 抗炎症タンパク質の発現を増加させる。
- 炎症性タンパク質の発現を抑制する。

糖質コルチコイドは、Tリンパ球の発生と恒常性維持にも関与していることが示されている。このことは、糖質コルチコイドに対するT細胞系の感受性が増加または減少したトランスジェニックマウスで実験的に示されている。

### 代謝系
糖質コルチコイドという名称は、これらのホルモンがグルコース代謝に関与しているという初期の観察結果に由来する。コルチゾールは、空腹時に血中グルコース濃度を正常に維持するためのいくつかのプロセスを刺激する。
代謝に対する効果:
グルカゴンの分泌をシグナルとして、特に肝臓での糖新生を促進する。これは糖質コルチコイドが存在しないと作動しない。この経路は、アミノ酸やトリグリセリド分解によるグリセロールなどの非ヘキソース基質からグルコースを合成するもので、肉食動物や一部の草食動物に特に重要な経路である。糖質コルチコイドの代謝機能として最もよく知られているのは、糖新生に関与する酵素の発現を促進することであろう。
- 肝外組織からのアミノ酸の動員：これらは糖新生の基質として働く。
- 筋肉や脂肪組織におけるグルコースの取り込み抑制：グルコースを保存するためのメカニズム
- 脂肪組織での脂肪分解の促進：脂肪分解によって放出された脂肪酸は、筋肉などの組織でエネルギー生産に使用され、放出されたグリセロールは、糖新生のもう一つの基質となる。
- ナトリウム保持量とカリウム排泄量の増加：高ナトリウム血症と低カリウム血症になる[4]。
- マクロファージなどの食細胞による赤血球の摂取を阻害：ヘモグロビン濃度が上昇する[5]。
- 尿中尿酸の増加[6]
- 尿中カルシウムの増加と低カルシウム血症[7]
- アルカローシス[8]
- 白血球増加[9]

薬剤としての投与や副腎皮質機能亢進症により糖質コルチコイド濃度が過剰になると、多くの器官に影響を及ぼす。例えば、骨形成の阻害、カルシウム吸収の抑制（いずれも骨粗鬆症の原因となる）、創傷治癒の遅延、筋力の低下、感染症のリスク増加などが挙げられる。これらの観察結果から、糖質コルチコイドには、それほど劇的ではない多くの生理学的役割があることが示唆される。

### 発育
糖質コルチコイドは胎児の発育にさまざまな影響を及ぼす。重要な例は、肺の成熟と子宮外肺機能に必要な界面活性剤の産生を促進する役割である。コルチコトロピン放出ホルモン遺伝子がホモ接合で欠損しているマウス（下記参照）は、肺が未熟なために出生時に死亡する。また、糖質コルチコイドは、末期成熟を開始し、軸索と樹状突起を再構成し、細胞の生存に影響を与えるなど、正常な脳の発達に必要であり、海馬の発達にも役割を果たしていると考えられる。糖質コルチコイドは、Na+/K+/ATPase、栄養トランスポーター、消化酵素の成熟を刺激し、機能的な消化器系の発達を促進する。また、糖質コルチコイドは、糸球体濾過量を増加させることにより、新生児の腎臓系の発達をサポートする。

### 覚醒・認知

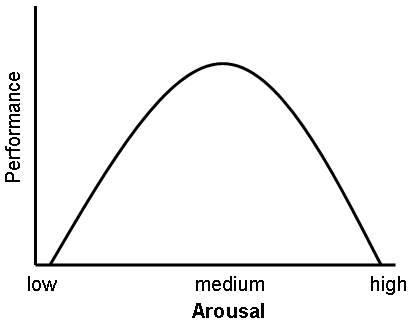
ヤーキーズ・ドットソン曲線

糖質コルチコイドは、海馬、扁桃体、前頭葉に作用し、ノルアドレナリンと共に、ポジティブな感情やネガティブな感情に関連した出来事の閃光記憶の形成を促進する。このことは、糖質コルチコイドやノルアドレナリンの活性を遮断すると、感情に関連した情報の想起が阻害されるという研究で確認されている。また、コルチゾール濃度が高い状態で恐怖の学習を行った被験者は、その記憶の定着率が高かったことも報告されている（この効果は男性でより顕著であった）。糖質コルチコイドが記憶に及ぼす影響は、海馬形成のCA1領域に特異的なダメージを与えることによるものと考えられる。複数の動物実験で、長期にわたるストレス（糖質コルチコイド濃度の長期的な上昇を引き起こす）により、脳のこの領域のニューロンが破壊され、記憶能力の低下につながることが示されている。
糖質コルチコイドは、警戒心（注意欠陥障害）や認知力（記憶力）にも大きな影響を与えることが判明している。これは、糖質コルチコイドの循環レベルと記憶力のパフォーマンスが逆U字型になるという研究結果から、ヤーキーズ・ドットソン曲線に似ていると考えられている。例えば、長期記憶の形成過程である長期増強（LTP）は、糖質コルチコイド濃度が穏やかに上昇しているときに最適であるが、副腎摘出後（低糖質コルチコイド状態）や糖質コルチコイドの外因性投与後（高糖質コルチコイド状態）には、LTPの著しい低下が観察される。糖質コルチコイドの濃度が高くなると、情動的に興奮した出来事の記憶は強化されるが、ストレスや情動的興奮の原因とは無関係な内容の記憶は乏しくなることが多くなる。糖質コルチコイドの用量依存的な記憶統合の促進効果とは対照的に、これらのストレスホルモンは、すでに保存された情報の検索を阻害することが示されている。喘息薬や抗炎症薬などの糖質コルチコイド薬を長期間服用すると、治療中はもちろん、治療後も記憶や注意力に障害が生じることが知られており、「ステロイド認知症」と呼ばれている。

### 体液恒常性
糖質コルチコイドは、心房性ナトリウム利尿ペプチド（ANP）に対する身体の作用を調節することにより、中枢および末梢で作用し、細胞外液量の正常化を助ける。中枢では、糖質コルチコイドは脱水症状による水分摂取を抑制し、末梢では、糖質コルチコイドは強力な利尿作用を誘発する。

## 作用機序

### 転写促進
糖質コルチコイドは、リガンドの結合により活性化される核内受容体の一種である細胞質の糖質コルチコイド受容体に結合する。ホルモンが受容体に結合すると、新たに形成された複合体が細胞核内に移動し、標的遺伝子のプロモーター領域にある糖質コルチコイド応答因子に結合して、遺伝子の発現を制御することになる。このプロセスは、一般的に転写促進と呼ばれている。
これらのアップレギュレートされた遺伝子がコードするタンパク質は、例えば以下のような幅広い作用を持つ。
- 抗炎症作用 － リポコルチンI（英語版）、p11/カルパクチン結合タンパク質（英語版）、分泌型白血球プロテアーゼ阻害因子1(SLPI（英語版）)、分裂促進因子活性化タンパク質キナーゼホスファターゼ（MAPKホスファターゼ（英語版））
- グルコース生成の増加 － グルコース-6-ホスファターゼおよびチロシンアミノ基転移酵素（英語版）

### 転写抑制
この反対のメカニズムは、転写抑制と呼ばれる。このメカニズムの古典的な理解は、活性化された糖質コルチコイド受容体が、他の転写因子が結合するのと同じ場所でDNAに結合し、その因子の活性を介して転写される遺伝子の転写を妨げるというものである。これは実際に起こることではあるが、その結果はすべての細胞種や条件で一貫している訳ではなく、一般的に受け入れられている一般的な転写抑制のメカニズムは無い。
新しいメカニズムが発見されつつある。転写は抑制されるが、活性化された糖質コルチコイド受容体がDNAと相互作用するのではなく、別の転写因子と直接相互作用して、その転写因子を妨害するか、あるいは他の転写因子の機能を妨害する他のタンパク質と相互作用するというものである。この後者のメカニズムが、活性化された糖質コルチコイド受容体がNF-κBを妨害する最も可能性の高い方法であると思われる。即ち、ヒストン脱アセチル化酵素に働き掛け、プロモーター領域のDNAを脱アセチル化し、NF-κBが結合する必要のあるクロマチン構造を閉じてしまうと考えられる。

### 非ゲノム的作用
活性化された糖質コルチコイド受容体は、転写への影響とは無関係に、活性化された受容体が他のタンパク質やmRNAと直接結合することによってのみ得られる効果を持つことが実験的に示されている。
例えば、不活性な糖質コルチコイド受容体に結合するSrcキナーゼは、糖質コルチコイドが糖質コルチコイド受容体に結合すると放出され、タンパク質をリン酸化し、炎症に重要な受容体である上皮成長因子からアダプタータンパク質を移動させてその活性を低下させ、その結果、炎症を引き起こす重要な分子であるアラキドン酸の生成を減少させる。これが、糖質コルチコイドの抗炎症作用のメカニズムの一つである。

## 医薬品

デキサメタゾンなどの合成糖質コルチコイドは、コルチゾールよりも強力に糖質コルチコイド受容体に結合する。デキサメタゾンはコルチゾールの構造をベースにしているが、3つの位置（炭素1と2の間のAリングに二重結合が追加されていること、9-α-フルオロ基と16-α-メチル置換基が追加されていること）が異なる。

さまざまな合成糖質コルチコイドが医薬品として開発されており、コルチゾールよりも遥かに強力なものもある。これらの糖質コルチコイドは、薬物動態（吸収係数、半減期、分布容積、クリアランス）と薬力学（例えば、鉱質コルチコイド活性：ナトリウム（Na+）と水の保持、腎生理学）の両面で異なる。腸管を透過しやすいため、おもに経口投与されるが、皮膚への局所投与など他の方法でも投与される。90%以上のコルチコイドはさまざまな血漿タンパク質と結合するが、その結合特異性はそれぞれ異なる。内因性の糖質コルチコイドと一部の合成コルチコイドは、トランスコルチン（コルチコステロイド結合グロブリンとも呼ばれる）というタンパク質に高い親和性を示し、他の全てのコルチコイドはアルブミンに結合する。肝臓では、硫酸やグルクロン酸と結合して速やかに代謝され、尿中に分泌される。
糖質コルチコイドの効力、効果の持続時間、重複する鉱質コルチコイドの効力はさまざまである。コルチゾールは、糖質コルチコイドの効力を比較する基準となる。ヒドロコルチゾンは、コルチゾールの医薬製剤に用いられる名称である。